# Martin Chivers
Martin Chivers, né le 27 avril 1945 à Southampton (Angleterre), est un footballeur anglais, qui joue au poste d'attaquant à Tottenham Hotspur ainsi qu'en équipe d'Angleterre.
Chivers a marqué treize buts lors de ses vingt-quatre sélections avec l'équipe d'Angleterre entre 1971 et 1973.

## Palmarès

### En équipe nationale
- 24 sélections et 13 buts avec l'équipe d'Angleterre entre 1971 et 1973.

### Avec Tottenham Hotspur
- Vainqueur de la Coupe UEFA en 1972.
- Vainqueur de la Coupe de la Ligue anglaise de football en 1971 et 1973.

### Avec le Servette FC
- Vainqueur de la Coupe de Suisse de football en 1978.
- Vainqueur de la Coupe de la Ligue suisse de football en 1977.